# 朗韦内让
朗韦内让（法語：Lanvénégen，法語發音：[lɑ̃veneʒɛ̃]）是法国莫尔比昂省的一个市镇，位于该省西部偏北，属于蓬蒂维区。

## 地理
朗韦内让（47°59'54"N, 3°32'30"W）面积29.42 平方千米，位于法国布列塔尼大區莫尔比昂省，该省份为法国西北部沿海省份，位于布列塔尼半岛南部，北起阿摩尔滨海省、西接菲尼斯泰尔省，南濒大西洋，东南接大西洋卢瓦尔省，东临伊勒-维莱讷省。
与朗韦内让接壤的市镇（或旧市镇、城区）包括：梅朗、凯里安、吉斯克里夫、勒法韦特。
朗韦内让的时区为UTC+01:00、UTC+02:00（夏令时）。

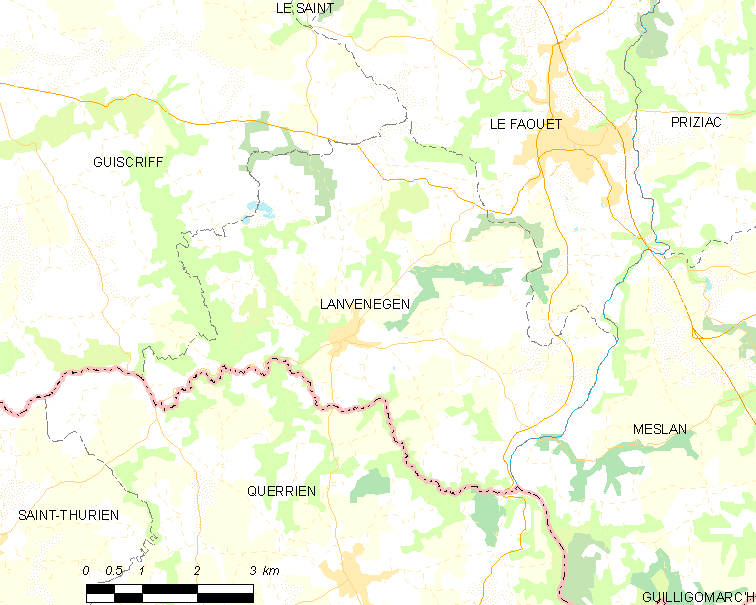
朗韦内让的OSM定位图

## 行政
朗韦内让的邮政编码为56320，INSEE市镇编码为56105。

## 政治
朗韦内让所属的省级选区为古兰县。

## 人口

1962-2008年间朗韦内让人口变化图示

朗韦内让于2022年1月1日时的人口数量为1133人。